# Sa mère, la pute
Pour les articles homonymes, voir Sa mère la pute.
Pour plus de détails, voir Fiche technique et Distribution.
Sa mère, la pute est un téléfilm français réalisé par Brigitte Roüan en 2000 dans la collection Petites caméras initiée par Arte.

## Synopsis
Après que Coralie a été retrouvée morte dans un terrain vague, sa mère Catherine - qui pense que sa fille a été assassinée - mène sa propre enquête.

## Fiche technique
- Titre : Sa mère, la pute
- Titre de travail : Ma chair et mon sang[1]
- Réalisateur : Brigitte Roüan
- Scénario : Brigitte Roüan, Marc Villard
- Producteurs : Jacques Fansten, Lissa Pillu
- Musique originale : Jean-Claude Vannier
- Images : Jimmy Glasberg, Céline Pagny
- Montage : Franck Nakache, Laurent Roüan
- Costumes : Florence Emir, Marika Ingrato
- Maquillage : Véronique Delmestre
- Directeur de production : Philippe Delest, Éric Series
- Pays d'origine :  France
- Langue de tournage : Français, Serbo-croate
- Genre : Drame
- Durée : 97 minutes
- Format : Couleurs - 1,66:1 - Dolby - 35 mm
- Date de diffusion : 30 novembre 2001 sur Arte

## Distribution
- Brigitte Roüan : Catherine
- Remo Girone (en) : Paolo
- Dragan Nikolic : Boksic
- Yolande Moreau : Annie
- Christine Murillo : Wendy
- Marcel Bozonnet
- Malik Zidi : Bimbo
- Émilie Lafarge : Céline
- Cathy Guetta : Ebène
- Florence Loiret : Coralie
- Raphaël Krepser : Keller
- Sébastien Eveno : Quentin
- Eric Bonicatto : Rimbaud
- Claude Guyonnet : Client au vélo
- Marie Micla : Christèle
- Milica Micsic : La jeune fille Boksic
- Jocelyne Maillard : Jeune fille sleep-in
- Carine Lacroix : Mylène
- Stéphanie Durand : Josy
- Nadège Beausson-Diagne : L'entraîneuse noire
- Djombol Hodjinou : Le premier sans papier
- Éric Series : L'homme de main de Boksic
- Mikaël Fitoussi : Fabien le forcené
- Alice Vannier : Coralie, enfant
- Nicole Garcia
- Anne Roumanoff : Prostituée bar
- Sylvie Joly : Patronne bar à putes
- Patrick Bouchitey : Le client odieux
- Mohamed Bouamari
- Georges Zsiga
- Daniel Sciora

## Nomination
- 2001 : Festival des films du monde de Montréal

### Annexe
- Autres films de la collection Petites caméras : La Chambre des magiciennes, Nationale 7, Les yeux fermés, Sur quel pied danser ? et Clément.